# Lijst van beschermd erfgoed in Raeren
Onderstaande tabel geeft een overzicht van het beschermd erfgoed in de gemeente Raeren. Het beschermd erfgoed maakt deel uit van het cultureel erfgoed in België.
| Object | Bouwjaar/architect | Deelgemeente | Adres                                        | Coördinaten                  | Nummer | Afbeelding |
| --- | ------------------ | ------------ | -------------------------------------------- | ---------------------------- | ------ | --- |
| Dorpscentrum Eynatten |                    | Eynatten     |                                              | 50° 41' 35" NB, 6° 4' 47" OL | 31450  | Dorpscentrum Eynatten |
| Sint-Rochuskapel en omgeving |                    | Hauset       | Asteneter Straße/Kirchstraße/Hauseter Straße | 50° 42' 5" NB, 6° 3' 51" OL  | 31383  | Sint-Rochuskapel en omgeving |
| Muschelkreuz |                    | Hauset       | Asteneter Straße                             | 50° 41' 45" NB, 6° 3' 14" OL | 31384  | Muschelkreuz |
| Zyklopensteine met omgeving |                    | Eynatten     |                                              | 50° 43' 13" NB, 6° 5' 40" OL | 31434  | Zyklopensteine met omgeving |
| Sint-Niklaaskerk |                    | Raeren       | Hauptstraße                                  | 50° 40' 33" NB, 6° 6' 39" OL | 31385  | Sint-Niklaaskerk |
| Sint-Annakapel |                    |              | Kapellenstraße/Bergstraße                    | 50° 40' 41" NB, 6° 7' 32" OL | 31398  | Sint-Annakapel |
| Kule Kreuz |                    | Raeren       | Hauptstraße                                  | 50° 40' 31" NB, 6° 6' 39" OL | 31449  | Kule Kreuz |
| Kasteel van Raeren: woontoren, noordelijke omheiningsmuur met ingang |                    | Raeren       | Burgstraße                                   | 50° 40' 43" NB, 6° 7' 14" OL | 31399  | Kasteel van Raeren: woontoren, noordelijke omheiningsmuur met ingang |
| Huis Raeren: gevels, dak, dakstoel, slotgracht en brug |                    | Raeren       | Burgstraße                                   | 50° 40' 41" NB, 6° 7' 19" OL | 31400  | Huis Raeren: gevels, dak, dakstoel, slotgracht en brug |
| Kasteel Amstenrath en boerderijgebouwen (gevels en daken) en de geplaveide binnenplaats |                    | Eynatten     | Aachener Straße                              | 50° 41' 40" NB, 6° 4' 56" OL | 31369  | Kasteel Amstenrath en boerderijgebouwen (gevels en daken) en de geplaveide binnenplaats |
| "Hohe Brücke" en omgeving |                    |              |                                              | 50° 40' 39" NB, 6° 7' 6" OL  | 31404  | "Hohe Brücke" en omgeving |
| Kasteel Knoppenburg: twee ronddtorens, gevels en daken van de westvleugel en oostvleugel, gevels en dak van het woongebouw, uitgezonderd de beide aangebouwde bijgebouwen aan beide zijden, en omgeving |                    | Raeren       | Knoppenburg (Neudorfer Straße)               | 50° 40' 2" NB, 6° 5' 58" OL  | 31401  | Kasteel Knoppenburg: twee ronddtorens, gevels en daken van de westvleugel en oostvleugel, gevels en dak van het woongebouw, uitgezonderd de beide aangebouwde bijgebouwen aan beide zijden, en omgeving |
| Huis: gevels en dak |                    |              | Lichtenbuscher Strasse 19                    | 50° 41' 35" NB, 6° 5' 5" OL  | 31371  | Huis: gevels en dak |
| Der Vennbusch |                    |              |                                              | 50° 39' 41" NB, 6° 7' 12" OL | 31058  | Der Vennbusch |
| Hof Meurisse: gevels en daken, geplaveide binnenplaats |                    |              | Walheimer Straße 59                          | 50° 40' 52" NB, 6° 8' 34" OL | 31402  | Hof Meurisse: gevels en daken, geplaveide binnenplaats |
| Haus Trouet: gevels en dak, omheiningsmuur met blauwsteenpilaren en smeedijzeren rooster |                    |              | Eupener Strasse 8                            | 50° 41' 31" NB, 6° 4' 57" OL | 31376  | Haus Trouet: gevels en dak, omheiningsmuur met blauwsteenpilaren en smeedijzeren rooster |
| Huis Bergschied: gevels en dak van het hoofdhuis en ingangsportaal |                    |              | Hauptstraße 106/108                          | 50° 40' 17" NB, 6° 6' 60" OL | 31403  | Huis Bergschied: gevels en dak van het hoofdhuis en ingangsportaal |
| Burcht Raaf: de ruïne van de woontoren |                    | Eynatten     | Berlotte                                     | 50° 41' 52" NB, 6° 6' 9" OL  | 31381  | Burcht Raaf: de ruïne van de woontoren |
| Hof Stester: gevels en daken |                    | Eynatten     | Berlotte                                     | 50° 41' 56" NB, 6° 6' 22" OL | 31382  | Hof Stester: gevels en daken |
| Brandheidchen |                    |              |                                              | 50° 42' 15" NB, 6° 4' 24" OL | 31057  | Brandheidchen |
| Der Leuff: gevels en dak, en de stallen: gevels en dak |                    |              | Eupener Straße                               | 50° 41' 32" NB, 6° 4' 59" OL | 32237  | Der Leuff: gevels en dak, en de stallen: gevels en dak |
| Saxby-seinhuis Cabine SII van het voormalige treinstation in Raeren en het hele station met zijn technische uitrusting                                                                                  |                    |              | Langenbend                                   | 50° 39' 52" NB, 6° 7' 33" OL | 40366  | Saxby-seinhuis Cabine SII van het voormalige treinstation in Raeren en het hele station met zijn technische uitrusting                                                                                  |